# پرزبان نوک‌نواری
پرزبان نوک‌نواری یا پرزبان نوک‌خط‌خطی (نام علمی: Pteroglossus sanguineus) نام یک گونه از سرده پرزبان است.